# Henry Cejudo
Henry Carlos Cejudo (Los Angeles, 9 de fevereiro de 1987) é um freestyle wrestler, medalhista de ouro olímpico e lutador de artes marciais mistas. Se tornou medalhista de ouro olímpico aos 21 anos de idade, o mais jovem lutador americano a conseguir tal feito. Cejudo é ex-duplo-campeão das categorias peso-mosca e peso-galo do UFC. Anunciou a aposentadoria no dia 9 de maio de 2020, após derrotar Dominick Cruz no UFC 249.

## Biografia
Cejudo, o caçula de seis filhos, nasceu em 9 de fevereiro de 1987, em South Central Los Angeles, Califórnia, filho de pais mexicanos. O pai de Cejudo, que estava freqüentemente no sistema penal da Califórnia, estava ausente da vida de Henry começando em uma idade jovem. Em 1991, a mãe de Henry tomou a decisão de se mudar para Las Cruces, Novo México, para criar os seis filhos sozinha. Ela frequentemente tinha que trabalhar em vários lugares para pagar as despesas. Como resultado, na infância de Henry sua família sempre de deslocava de um estado para outro, até que finalmente se estabeleceu em Phoenix, Arizona.
Cejudo e seus irmãos cresceram em alguns dos bairros mais pobres de Los Angeles, Las Cruces, e Phoenix. Todas as seis crianças dormiam no chão e muitas vezes não sabia onde sua próxima refeição viria. Motivado pelas dificuldades da sua infância, Henry se esforçou na escola e no atletismo. Embora tudo parecer dificil para ele, ele usou a luta para mantê-lo longe de problemas. O irmão de Henry, Angel, apresentou-o para o esporte Wrestling (luta-livre). Desde o início ele estava determinado a provar a si mesmo para o mundo e para o pai que ele nunca conheceu. Impulsionado pelo desejo, Henry estava focado em vencer os campeonatos Mundiais e Olímpicos.
Henry e seu irmão dominaram nas competições, enquanto frequentava o ensino médio. Impressionado com suas realizações, o treinador de freestyle wrestling de desenvolvimento nacional para os EUA Wrestling os convidou para participar do programa de freestyle no Centro Olímpico de Treinamento em Colorado Springs, Colorado.
Henry completou o colégio enquanto participava do programa. Após a formatura, ele pegou a estrada ousada e altamente incomum para o ouro olímpico, que precede a rota habitual de um programa de luta livre colegiado. Henry começou a treinar em tempo integral no Centro Olímpico de Treinamento para se preparar para os Olimpíadas de Verão de 2008. Ele então passou a representar os EUA nos Jogos Olímpicos de Pequim e trouxe para casa o ouro. Henry não só conseguiu seu sonho de se tornar um campeão olímpico, mas também fez história ao se tornar o mais jovem lutador americano a ganhar uma medalha de ouro olímpica.
Henry também tem um sobrinho chamado Adrian Cordova que foi duas vezes campeão de Wrestling do estado do Colorado.

## Carreira no Wrestling

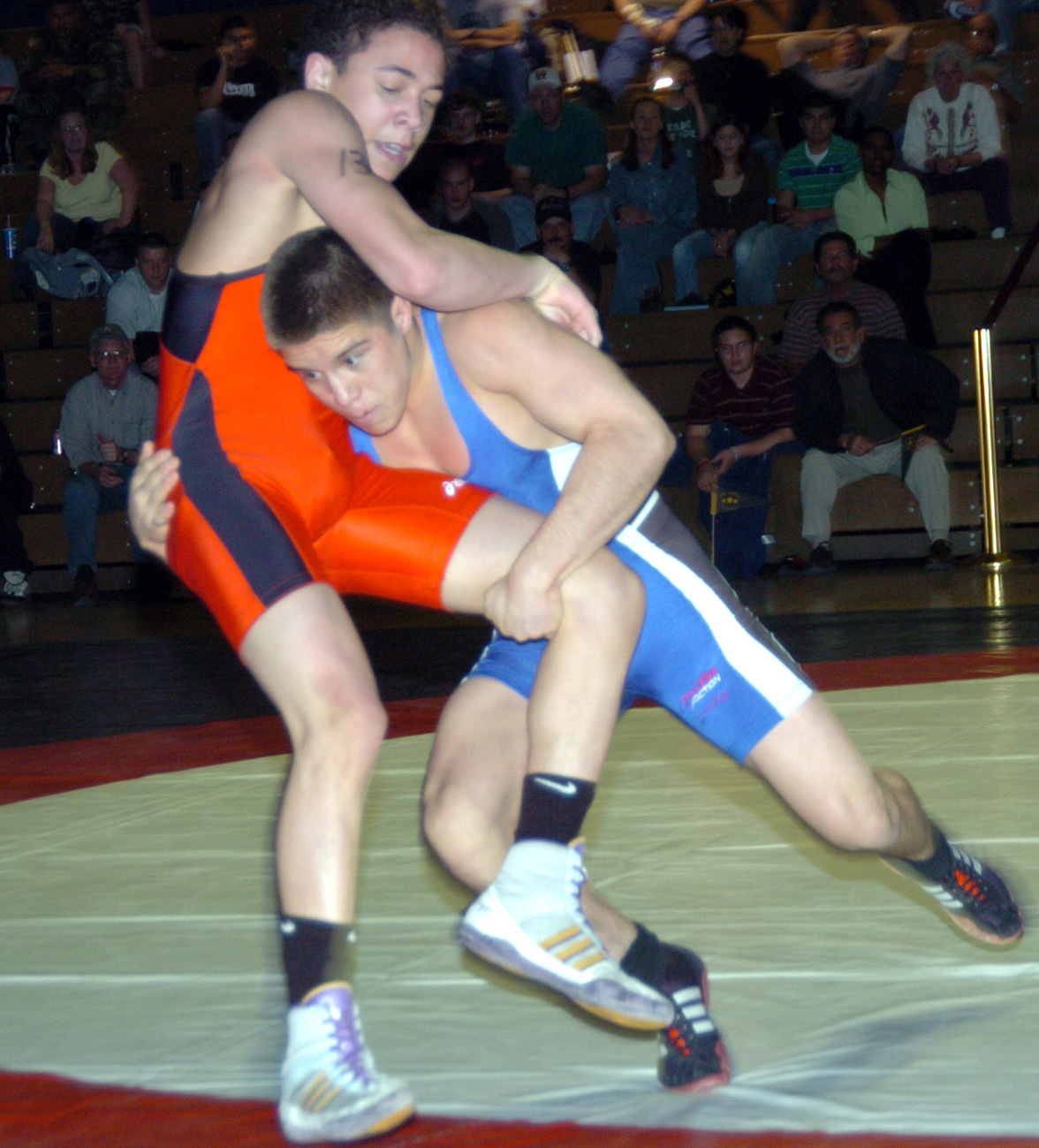
Cejudo (de azul) em 2005

Henry venceu quatro campeonatos estaduais de wrestling no colegial (dois em Colorado, dois no Arizona). Ele foi premiado com o título ASICS de Wrestler Nacional do Ano no Ensino Médio (2006).
Ele participou de dois Campeonatos Mundias de Juniores, sendo o quinto colocado em 2005 e segundo em 2006. No mesmo ano, Henry se tornou o primeiro colegial a ganhar a US Nationals desde que o EUA Wrestling tornou-se órgão nacional do esporte em 1983.  Cejudo decidiu deixar o wrestling no nível universitário e aceitou uma oferta dos EUA luta para treinar em suas principais instalações em Colorado Springs, Colorado.
Henry venceu o Campeonato Pan-Americano em março de 2008.
Henry Cejudo é o caçula de sete irmãos, incluindo Angel Cejudo, quatro vezes campeão estadual pelo Colégio de Maryvale, em Phoenix, no Arizona.

### Olimpíadas de 2008
Henry se qualificou para as Olimpíadas na categoria de 55 kg (121 libras). Ele entrou na competição no décimo sexto round. Em sua primeira partida eliminatória, contra Radoslav Velikov, atleta da Bulgária, Henry perdeu o primeiro período, por 2-1, e foi forçado a ganhar ambos os períodos restantes para vencer a partida.
Nas quartas de final, Henry enfrentou o atleta da Geórgia, Besarion Gochashvilli e novamente perdeu o primeiro período, mas se recuperou para vencer os dois últimos períodos de avançar.
Nas semifinais, Henry novamente foi forçado a vencer os dois últimos períodos, mas conseguiu repetir o feito pela terceira vez no torneio, derrotando o lutador Namig Sevdimov, do Azerbaijão para avançar para o jogo da medalha de ouro.
Na final, Cejudo enfrentou o japônes Tomohiro Matsunaga e, pela primeira vez no torneio, foi capaz de vencer os dois primeiros períodos que garantiu a medalha de ouro.

### Qualificatórias para as Olimpíadas de 2012
Depois de perder nas eliminatórias das Olimpíadas de 2012, Henry Cejudo tirou os sapatos sobre o tapete e os jogou para a multidão, aposentando-se oficialmente do wrestling. Imediatamente no final da partida que ele perdeu, a multidão de fãs na arena o aplaudiu de pé para reconhecer suas realizações. Como ele tirou os sapatos, o rugido de aplausos cresceu e continuou a subir, ao sair do tatame.

### Campeonatos e realizações no Wrestling
2005
- Campeão do Torneio NYAC Holiday
- Quinto lugar no Sunkist Kids International Open
- Quinto lugar no Campeonato Mundial de Juniores

2006
- ASICS Wrestler Nacional do Ano no Ensino Médio
- Segundo lugar no Campeonato Mundial de Juniores
- Pimeiro lugar nas qualificatórias para o FILA Campeonato Mundial de Juniores
- Medalista de ouro no Campeonato Pan-Americano
- Segundo lugar nas qualificatórias para o Seleção Mundial dos EUA
- Campeão Nacional nos EUA

2007
- Medalista de ouro nos Jogos Pan-Americanos
- Primeiro lugar nas qualificatórias para o Seleção Mundial dos EUA
- DNP at the World Championships
- Campeão Nacional nos EUA
- Quinto lugar no Torneio International de Kiev
- Segundo lugar na Copa de Takhti (Irã)
- Terceiro lugar no Torneio International Ivan Yarygin (Rússia)

2008
- Medalhista de ouro olímpico - mais jovem campeão de luta livre olímpica na história dos EUA
- Medalista de ouro Campeonato Pan-Americano
- Vice-campeão Nacional nos EUA
- Primeiro lugar nas qualificatórias para o Seleção Mundial dos EUA

2012
- Depois de ficar com 2-1 nas qualificatórias, Henry perde para Nick Simmons, eliminando a chance de fazer parte da equipe olímpica
- Em vez de deixar normalmente os sapatos na esteira significando aposentadoria, ele os jogou para mutidão de pé no Carver-Hawkeye Arena

Outros títulos no Wrestling
- Quatro vezes campeão estadual (duas vezes no estado do Arizona, e duas no estado do Colorado).
- Duas vezes membro do ASICS High School First Team
- Primeiro wrestler colegial a vencer o Nacional dos EUA desde que o USA Wrestling tornou-se órgão nacional do esporte em 1983.
- Nacionalmente classificado como número um na categoria 55 kg pela revista International News
- Campeão do Rocky Mountain Nationals

## Carreira no MMA

### Início
Em 30 de janeiro de 2013, Cejudo anunciou em sua página no Twitter que ele tinha planos para começar a treinar para lutar MMA. Apesar de lutar com  55 quilos durante sua carreira de wrestling, Cejudo lutou na categoria 61 quilos em sua estreia no MMA. Ele derrotou Michael Poe por finalização devido a socos em sua estreia no MMA em 2 de março de 2013, pelo World Fighting Federation no Arizona.
Durante o ano, Cejudo acumulou uma invencibilidade de 6-0, com três vitórias por nocaute técnico, uma por finalização e duas por decisão. Antes de assinar com o UFC, Cejudo foi listado como a maior promessa peso-galo no MMA Prospects Report 2013.

### Ultimate Fighting Championship
Em 25 de julho de 2014, Cejudo assinou contrato com o UFC. Ele é o terceiro wrestler olímpico medalhista de ouro na história da organização, depois de Mark Schultz e Kevin Jackson. Cejudo era esperado para enfrentar Scott Jorgensen em 30 de agosto de 2014 no UFC 177. No entanto, devido a problemas médicos no dia da pesagem, Cejudo foi forçado a sair da luta e a luta foi posteriormente cancelada. Com isto, e sua história de perder peso, o presidente Dana White disse que Cejudo deveria lutar no peso-galo ou deixar o UFC.
Em sua estréia, Cejudo enfrentou Dustin Kimura, na categoria peso-galo em 13 de Dezembro de 2014, no UFC on Fox 13. Ele venceu a luta por decisão unânime.
Cejudo retornou aos moscas e enfrentou logo de cara o ex-desafiante Chris Cariaso em 14 de Março de 2015 no UFC 185, que ele venceu por decisão unânime sem maiores dificuldades.
Cejudo enfrentou Chico Camus em 13 de Junho de 2015 no UFC 188 e venceu por decisão unânime.
Cejudo era esperado para enfrentar o ex-desafiante Joseph Benavidez em 5 de Setembro de 2015 no UFC 191. No entanto, o UFC mudou seus planos e Cejudo enfrentou Jussier Formiga em 21 de Novembro de 2015 no The Ultimate Fighter: América Latina 2 Finale. Ele venceu a luta por decisão dividida.
Cejudo teve a chance de conquista o cinturão peso mosca em 23 de Abril de 2016 no UFC 197 contra o campeão Demetrious Johnson. Cejudo acabou nocauteado no início do 1° round. Posteriormente, venceria o mesmo Demetrious.

## Campeão do UFC
No dia 5 de agosto de 2018, no UFC 227, Cejudo venceu Demetrious Johnson por decisão dividida dos juízes. Ambos os lutadores ganharam o prêmio de Luta da Noite, recebendo US$ 50 mil. Depois da luta ele pediu o vencedor da luta entre TJ Dillashaw e Cody Garbrandt. Em janeiro de 2019, defendeu o cinturão do peso-mosca contra Dillashaw, nocauteando-o em 32 segundos. Em junho, subiu de categoria (peso-galo) para enfrentar Marlon Moraes pelo cinturão da categoria, vago após Dillashaw ser pego no doping e abdicar do posto de campeão. Cejudo venceu por nocaute técnico no terceiro round, tornando-se campeão em duas categorias diferentes do UFC, sendo o único lutador da história dos esportes de combate a ser campeão olímpico e campeão em duas categorias no MMA.

## Cartel no MMA
| Cartel no MMA   |             |            |
| 18 lutas        | 16 vitórias | 2 derrotas |
| Por nocaute     | 8           | 1          |
| Por finalização | 0           | 0          |
| Por decisão     | 8           | 1          |

| Res.    | Cartel | Oponente           | Método                              | Evento                                       | Data       | Round | Tempo | Local                   | Notas |
| ------- | ------ | ------------------ | ----------------------------------- | -------------------------------------------- | ---------- | ----- | ----- | ----------------------- | --- |
| Derrota | 16-4   | Merab Dvalishvili  | Decisão (unânime)                   | UFC 298: Volkanovski vs. Topuria             | 17/02/2024 | 3     | 5:00  | Newark, New Jersey      | |
| Derrota | 16-3   | Aljamain Sterling  | Decisão (dividida)                  | UFC 288: Sterling vs. Cejudo                 | 06/05/2023 | 5     | 5:00  | Newark, New Jersey      | Retornou da sua aposentadoria; Pelo Cinturão Peso Galo do UFC.                                                                               |
| Vitória | 16-2   | Dominick Cruz      | Nocaute Técnico (joelhada e socos)  | UFC 249: Ferguson vs. Gaethje                | 09/05/2020 | 2     | 4:58  | Jacksonville, Flórida   | Defendeu o Cinturão Peso Galo do UFC; Anunciou a sua aposentadoria após a luta.                                                              |
| Vitória | 15-2   | Marlon Moraes      | Nocaute Técnico (socos)             | UFC 238: Cejudo vs. Moraes                   | 08/06/2019 | 3     | 4:51  | Chicago, Illinois       | Retorno aos Galos; Ganhou o Cinturão Peso Galo Vago do UFC; Performance da Noite; Abdicou do Cinturão Peso Mosca do UFC em dezembro de 2019. |
| Vitória | 14-2   | TJ Dillashaw       | Nocaute Técnico (socos)             | UFC Fight Night: Cejudo vs. Dillashaw        | 19/01/2019 | 1     | 0:32  | Brooklyn, Nova Iorque   | Defendeu o Cinturão Peso Mosca do UFC; Performance da Noite.                                                                                 |
| Vitória | 13-2   | Demetrious Johnson | Decisão (dividida)                  | UFC 227: Dillashaw vs. Garbrandt II          | 04/08/2018 | 5     | 5:00  | Los Angeles, Califórnia | Ganhou o Cinturão Peso Mosca do UFC; Luta da Noite.                                                                                          |
| Vitória | 12-2   | Sergio Pettis      | Decisão (unânime)                   | UFC 218: Holloway vs. Aldo II                | 02/12/2017 | 3     | 5:00  | Detroit, Michigan       | |
| Vitória | 11-2   | Wilson Reis        | Nocaute (socos)                     | UFC 215: Nunes vs. Shevchenko II             | 09/09/2017 | 2     | 0:25  | Edmonton, Alberta       | Performance da Noite. |
| Derrota | 10-2   | Joseph Benavidez   | Decisão (dividida)                  | The Ultimate Fighter 24 Finale               | 03/12/2016 | 3     | 5:00  | Las Vegas, Nevada       | Cejudo perdeu 1 ponto por repetidas faltas.                                                                                                  |
| Derrota | 10-1   | Demetrious Johnson | Nocaute Técnico (joelhadas e socos) | UFC 197: Jones vs. St.Preux                  | 23/04/2016 | 1     | 2:49  | Las Vegas, Nevada       | Pelo Cinturão Peso Mosca do UFC. |
| Vitória | 10-0   | Jussier Formiga    | Decisão (dividida)                  | The Ultimate Fighter América Latina 2 Finale | 21/11/2015 | 3     | 5:00  | Monterrey               | |
| Vitória | 9-0    | Chico Camus        | Decisão (unânime)                   | UFC 188: Velasquez vs. Werdum                | 13/06/2015 | 3     | 5:00  | Cidade do México        | |
| Vitória | 8-0    | Chris Cariaso      | Decisão (unânime)                   | UFC 185: Pettis vs. dos Anjos                | 14/03/2015 | 3     | 5:00  | Texas                   | Retornou ao Peso Mosca. |
| Vitória | 7-0    | Dustin Kimura      | Decisão (unânime)                   | UFC on Fox: dos Santos vs. Miocic            | 13/12/2014 | 3     | 5:00  | Arizona                 | Estreia no UFC; Retorno aos Galos. |
| Vitória | 6-0    | Elias Garcia       | Decisão (unânime)                   | Legacy FC 27                                 | 31/01/2014 | 3     | 5:00  | Texas                   | Estreia no Peso Mosca. Cejudo não bateu o peso.                                                                                              |
| Vitória | 5-0    | Ryan Hollis        | Decisão (unânime)                   | Legacy FC 24                                 | 11/10/2013 | 3     | 5:00  | Texas                   | Peso casado (128 lbs). |
| Vitória | 4-0    | Miguelito Marti    | Nocaute Técnico (socos)             | Gladiator Challenge: American Dream          | 18/05/2013 | 1     | 1:43  | Califórnia              | |
| Vitória | 3-0    | Anthony Sessions   | Nocaute Técnico (socos)             | WFF 10: Cejudo v Sessions                    | 19/04/2013 | 1     | 4:23  | Arizona                 | Ganhou o cinturão Peso Galo do WFF. |
| Vitória | 2-0    | Sean Henry Barnett | Nocaute Técnico (socos)             | Gladiator Challenge: Battleground            | 24/03/2013 | 1     | 4:55  | Califórnia              | |
| Vitória | 1-0    | Michael Poe        | Nocaute Técnico (socos)             | WFF MMA                                      | 02/03/2013 | 1     | 1:25  | Arizona                 | |